# Дирижабъл
Дирижабъл (от френски: dirigeable, управляем) е вид летателен апарат. За разлика от познатите дотогава (края на XIX, началото на ХХ в.) неуправляеми, свободно летящи балони, управляемият балон е снабден с двигатели. Това принципно нововъведение му дава възможност да променя посоката, скоростта и височината на полета, което вече позволява широко използване за превоз на пътници и товари. Изработва се с продълговата аеродинамично обтекаема форма за намаляване на челното въздушно съпротивление. Снабден е с кормила за промяна на посока и височина и разполага с удобна гондола за пътниците и екипажа.
Един от най-известните представители на дирижаблите е цепелинът.